# گلنکو (فلوریدا)
گلنکو (به انگلیسی: Glencoe) یک منطقهٔ مسکونی در ایالات متحده آمریکا است که در شهرستان ولوسیا، فلوریدا واقع شده‌است. گلنکو ۱۶٫۶۴ کیلومتر مربع مساحت و ۲٬۵۸۲ نفر جمعیت دارد و ۶ متر بالاتر از سطح دریا واقع شده‌است.